# Jamal Jones
Jamal Jones, né le 17 février 1993, à Searcy, en Arkansas, est un joueur américain de basket-ball. Il évolue au poste d'ailier. 